# Región de Ostrobotnia
La región de Ostrobotnia (en finés: Pohjanmaan maakunta; en sueco: Österbotten) es una de las 19 regiones de Finlandia, una región costera ubicada en la parte central del litoral del país. Limita con las regiones de Ostrobotnia del sur, Ostrobotnia central y Satakunta. Es una de las dos regiones finlandesas con una población mayoritariamente suecohablante (51'5%).

## Municipios
Ostrobotnia se organiza en los siguientes 16 municipios:
| Municipios de Ostrobotnia | - Isokyrö (Storkyro) (1) - Jakobstad (Pietarsaari) (2) - Kaskinen (Kaskö) (3) - Korsholm (Mustasaari) (4) - Korsnäs (5) - Kristinestad (Kristiinankaupunki) (6) - Kronoby (Kruunupyy) (7) - Laihia (Laihela) (8) | - Larsmo (Luoto) (9) - Malax (Maalahti) (10) - Närpes (Närpiö) (11) - Nykarleby (Uusikaarlepyy) (12) - Pedersöre (Pedersören kunta) (14) - Vaasa (Vasa) (15) - Vähäkyrö (Lillkyro) (16) - Vörå (Vöyri) (17+13) |